# Анциферов Микола Павлович
Микола Павлович Анциферов (30 липня (11 серпня) 1889, маєток Софіївка, Київська губернія — 2 вересня 1958, Москва) — радянський культуролог, історик, містознавець та краєзнавець.

## Біографія
Микола Анциферов народився в маєтку графів Потоцьких Софіївка під Уманню. Батько — дійсний статський радник Павло Григорович Анциферов (1851—1897) Мати — донька тверського селянина Катерина Максимівна, уроджена Петрова (1853, Петербург — 1933).
Після смерті батька Микола Анциферов жив з матір'ю в Пулавах, а потім у Києві, де навчався в Першій Київській гімназії, з 1908 року — в Санкт-Петербурзі. У 1909 році екстерном закінчив Введенську гімназію, в 1915 році — історико-філологічний факультет Петроградського університету, де його вчителем був Іван Гревс. Після закінчення університету МИкола Анциферов був залишений на кафедрі загальної історії, де перебував до 1919 року.
Його педагогічна діяльність розпочалася відразу після закінчення університету: жіноча гімназія Н. Н. Зворської (1915—1916), приватне реальне училище А. С. Черняєва (1915—1918), школа при колишньому Тенишевському училищі (1918—1925), де вів і гуманітарний гурток, у Другому Педагогічному інституті (1919—1926), в інтернаті для безпритульних під Павлівськом (1919—1920), в Інституті історії мистецтв (1925—1929).
У 1917 році в своїх записах у Щоденику він писав:
|  | 17 жовтня. На вулицях темно і людно. Страшно дивитися на ці вулиці. Прийдешній день несе кров. Кують повстання більшовики. А ми все його чекаємо покірно як фатальну силу 24 жовтня. Починається новий акт болісної російської трагедії 25 жовтня. Жовтнева революція. Важкі думки як хмари бродять в душі. Залишається любов до людської особистості й віра у вічне. Бачу, що це не залежить ні від яких подій ... |

Брав участь в релігійно-філософських гуртках Олександра Мейєра «Вівторок» та «Неділя» (1918—1925). Керував семінарами з вивчення Петербурга і Павловська, виступав з доповідями і лекціями, водив екскурсії містом і передмістями, співпрацював у журналах «Педагогічна думка» (1918—1924) і «Екскурсійна справа» (1921—1923). У відкритому в 1921 році, за ініціативою І. М. Гревса, Петербурзькому науково-дослідному екскурсійному інституті, який розташовувався в будинку № 13 по Симеоновській (нині Бєлінського) вулиці, Анциферов брав участь у роботі історичної і методичної секцій, вів семінари: «Збирання та групування літературного матеріалу для складання хрестоматії по Петербургу», «Місто з екскурсійної точки зору», «Літній семінарій по Царському Селу». Після ліквідації Екскурсійного інституту у вересні 1924 року він перейшов до Петроградского відділення Центрального бюро краєзнавства (ЦПК), утвореного в січні 1922 року.
Навесні 1925 року Микола Анциферов був заарештований та засуджений до 3 років заслання. Його відправили до Омська, але через три місяці він був звільнений та повернувся до Ленінграду.
У ніч на 23 квітня 1929 року заарештований як учасник «контрреволюційної монархічної організації „Неділя“»; 22 липня 1929 року засуджений до 3 років ВТТ і в серпні відправлений до Соловецького табору особливого призначення (Кем). 3 травня 1930 року був заарештований у таборі як «учасник контрреволюційної організації», відправлений до ізолятору на Секірній Горі на Соловках, потім — для подальшого слідства до Ленінграду. 20 червня йому було збільшено табірний термін на один рік, і його повернули на Соловки.
Влітку 1930 року він був відправлений до Ленінграду і притягнутий до слідства у справі Академії наук. 23 серпня 1931 року засуджений до 5 років ВТТ і відправлений до Білбалтлагу (на станцію Ведмежа Гора). Восени 1933 року звільнений з табору і повернувся до Ленінграду.
У вересні 1937 року знову заарештований і 20 грудня засуджений до 8 років ВТТ і відправлений до Бамлаг (на станції Уссурі). Через два роки, 2 грудня 1939 року Микола Анциферов був звільнений, а справа від 29 жовтня 1929 року припинена за переглядом.
У 1943 році Миколу Анциферова було прийнято до Союзу письменників.
Помер у Москві, похований на Ваганьковскому кладовищі.

### Родина
Микола Анциферов був одружений з Тетяною Миколаївною Оберучевою (1890—1929), яка навчалася на Вищих жіночих курсах і з якою познайомився ще в Києві. Вони вінчалися 5 лютого 1914 року — в ліцейській Знам'янській церкві. Їх діти:
- Наталія (1915—1919)[8]
- Павло (1918—1919)
- Сергій (1921—1942)
- Тетяна (1924—2013), в шлюбі Камендровська.

## Наукова діяльність
У 1944 році Микола Анциферов захистив дисертацію в ІМЛІ на здобуття наукового ступеня кандидата філологічних наук на тему «Проблема урбанізму в художній літературі».
Автор робіт з історії Санкт-Петербургу, методиці й організації екскурсійної справи. Відомий як автор мемуарів «З дум про минуле», виданих у 1992 році.

### Вибрані праці
- Анциферов Н. П. Быль и миф Петербурга. — Пг.: Брокгауз-Ефрон, 1922. — 226 с. — Пг.: Брокгауз-Ефрон, 1924. — 84 с.
- Анциферов Н. П. А. И. Герцен: [Очерк жизни и творчества. 1812—1870]: К 75-летию со дня смерти. — М.: Гос. лит. музей, 1945. — 63 с.
- Анциферов Н. П. Душа Петербурга. — Пг.: Брокгауз и Ефрон, 1922.. — Л.: Агентство «Лира», 1990. — 249 с. — (Санкт-Петербург — Петроград — Ленинград, 1703—2003). — 100 000 экз. — ISBN 5-08-000106-2.
- Душа Петербурга ; Петербург Достоевского ; Быль и миф Петербурга. — [Репринт. воспроизведение изд. 1922, 1923, 1924 гг.]. — М.: Книга: Ред.-изд. центр № 2 «Канон», Б. г. (1991). — 227, 105, 88 с. — (Прил.: Николай Павлович Анциферов / Д. С. Лихачев. Комментарии к факсимильной части / [Сост. К. А. Кумпан, А. М. Конечного]. Список переименованных топонимов Петербурга). — 10 000 экз.
- Анциферов Н. П. Из дум о былом: Воспоминания. — М.: Феникс: Культ. инициатива, 1992. — 511 с. — 30 000 экз. — ISBN 5-85042-060-6.
- Анциферов Н. П. История XIX века: Сжатый очерк (конспект) курса, чит. в «Матросском ун-те» Союза солдат-республиканцев. — Пг.: Союз солдат-республиканцев, 1917. — 19 с.
- Анциферов Н. П. Как изучать свой город: В плане школьной работы. — М. ; Л.: Гос. изд-во, 1929. — 118 с.
- Анциферов Н. П. Ламеннэ. — Берлин и др.: З. И. Гржебин, 1922. — 104 с.
- Анциферов Н. П. «Непостижимый город…»: [Сборник]. — СПб.: Лениздат, 1991. — 333 с. — (Содерж.: Душа Петербурга; Петербург Достоевского; Петербург Пушкина). — 100 000 экз. — ISBN 5-289-00900-0.
- Анциферов Н. П. О методах и типах историко-культурных экскурсий. — Пг.: Начатки знаний, 1923. — 39 с.
- Анциферов Н. П. Отчизна моей души. Воспоминания о путешествиях в Италию / Публ.: М. С. Анциферов; сост., подг. текста, вступ. статья: Д. С. Московская; науч. ред., предисловие, послесловие, подбор илл.: М. Г. Талалай; комм.: Д. С. Московская, М. Г. Талалай, А. Фарсетти. — М.: Старая Басманная, 2016. — 202 с. — (Русская Италия). — ISBN 978-5-906470-67-6.
- Анциферов Н. П. [статья] // Об Александре Блоке. — Пб.: Картон. домик, 1921.
- Анциферов Н. П. Петербург Достоевского: (Опыт лит. экскурсии). — [Пг.]: 4 Гос. тип., [1921]. — 20 с. — (Отт. из журн.: Экскурс. дело. — 1921. — № 2).
- Петербург Достоевского. — Пб.: Брокгауз-Ефрон, 1923. — 106 с.
- Анциферов Н. П. Пригороды Ленинграда: города Пушкин, Павловск, Петродворец. — М.: Гослитмузей, 1946. — 112 с. — 10 000 экз.
- Анциферов Н. П. Проблемы урбанизма в русской художественной литературе: опыт построения образа города — Петербурга Достоевского — на основе анализа литературных традиций. — М.: ИМЛИ РАН, 2009. — 581 с. — 400 экз. — ISBN 978-5-9208-0325-2.
- Анциферов Н. П. Пути изучения города, как социального организма: Опыт комплекс. подхода. — Л.: «Сеятель» Е. В. Высоцкого, 1925. — 148 с.. — 2-е изд., испр. и доп. — Л.: «Сеятель» Е. В. Высоцкого, 1926. — 150 с.
- Анциферов Н. П. Пушкин в Царском селе: (Литературная прогулка по Детскому селу). — Л.: Экскурсионно-лекторская база ОблОНО, 1929. — 55 с. М., Госкультпросветиздат, 1950.
- Анциферов Н. П. Революция и война: Ист. справка. — Пг.: Союз солдат-республиканцев, 1917. — 15 с.
- Анциферов Н. П. Роман Тургенева «Дворянское гнездо» // Тургенев И. С. Дворянское гнездо: [Роман]. — М.: Гос. изд-во худож. лит., 1944. — С. 3-20.
- Анциферов Н. П. Теория и практика литературных экскурсий. — Л.: «Сеятель» Е. В. Высоцкого, [1926]. — 109 с. — (Общедоступ. б-ка «Сеятель». Пед. отд. ; № 515—517).
- Анциферов Н. П. Теория и практика экскурсий по обществоведению. — Л.: Время, 1926. — 214 с.
- Анциферов Н. П. И. С. Тургенев: К 125-летию со дня рождения. [1818-1943]. — М.: Гослитмузей, 1944. — 32 с.
- Анциферов Н. П., Анциферова Т. Н. Книга о городе. — Л.: Брокгауз-Ефрон, 1926—1927.
- [1]: Город, как выразитель сменяющихся культур: Картины и характеристики. — 1926. — 224 с.
- [2]: Современные города. — 1926. — 228 с.
- [3]: Жизнь города. — 1927. — 299 с.
- Анциферов Н., Брюллов Б., Конашевич В., Макаров В., Нэф Э., Рындина О., Сапожникова Т. Окрестности Ленинграда: Путеводитель : 30 автотипий, 7 карт. и 5 план. — М.; Л.: Гос. изд-во, 1927. — 384 с.
- Анциферов Н. П., Рындина О. Детское село : 7 рис. и карта окрестностей Ленинграда. — М. ; Л.: Гос. изд-во, 1927. — 96 с.
- Петри Г. Э., Анциферов Н. П. Исторические экскурсии по Эрмитажу. — Л.: Прибой, 1924. — 46 с. — (Б-ка экскурсанта / Ком. ун-т им. т. Зиновьева).
- Анциферов Н. Каждый город — …личность! Из книги «Пути изучения города как социального организма» — «Муниципальная власть», 2012, № 6, с. 91-93.

## Пам'ять

### Анциферовські читання
У 1989 році в Ленінграді відбулися перші «Анциферовські читання».
Перші Московські «Анциферовські читання» пройшли у вересні 2012 року.

### Анциферовська премія
У 1995 році за ініціативою Міжнародного благодійного фонду порятунку Петербурга-Ленінграда і Балтійського гуманітарного фонду заснована міжнародна Анциферовська премія. Премія присуджується раз на два роки «за кращі наукові та популярні праці з історії Санкт-Петербургу, а також за великий внесок у петербургознавство».

### Топоніми
У 2013 році вулиці Пушкіна, яка ще будувалась, було присвоєно назву Анциферовська вулиця.